# Raymond Kopa
Raymond Kopa (Nœux-les-Mines, 13 oktober 1931 – Angers, 3 maart 2017) was een Frans voetballer. Hij was actief vanaf het einde van de jaren veertig tot aan het einde van de jaren zestig. Meestal werd hij als offensieve middenvelder opgesteld.
Hij werd geboren als Raymond Kopaszewski en was de zoon van Poolse immigranten die mijnwerker waren. Hij debuteerde bij US Nœux-les-Mines, de ploeg van de gemeente waar hij geboren werd. Hij werd in 1949 opgemerkt door Angers SCO, waar hij zijn eigenlijke voetbalcarrière op zeventienjarige leeftijd begon. Na twee jaar ging hij naar Stade de Reims, waarmee hij in 1953 en 1955 Frans landskampioen werd. Met Reims bereikte hij in 1956 de allereerste Europacup I-finale. Daarin werd met 4-3 verloren van Real Madrid.
Het volgende seizoen ging middenvelder Kopa naar Real Madrid, waar hij onder andere samenspeelde met Alfredo Di Stéfano en Ferenc Puskás. Hij werd er kampioen van Spanje en won in 1957, 1958 en 1959, als eerste Fransman, de Europacup I. In de laatste finale was zijn oude club Stade de Reims de tegenstander. Na drie seizoenen in Spanje keerde hij terug naar Reims, waarmee hij nog twee landstitels won.
Kopa kwam tussen 1952 en 1962 45 keer uit voor het Frans voetbalelftal en scoorde 18 doelpunten. Hij behaalde een derde plaats tijdens het WK voetbal 1958.
In 1958 werd Kopa verkozen tot Europees voetballer van het jaar. Zesenveertig jaar later koos Pelé hem als een van de 100 beste, nog levende spelers. Hij beëindigde zijn carrière in 1967 en maakte zijn roem te gelde door onder andere vruchtdrank en sportartikelen aan te prijzen.
Sindsdien woonde hij deels in Angers, het overgrote deel van het jaar echter op Corsica.

## Erelijst
Als speler
 Reims
- Division 1: 1952/53, 1954/55, 1959/60, 1961/62
- Copa Latina: 1953
- Division 2: 1965/66

 Real Madrid
- La Liga: 1956/57, 1957/58
- Europacup I: 1956/57, 1957/58, 1958/59
- Copa Latina: 1957

Individueel
- Ballon d'Or: eerste plaats in 1958, tweede plaats in 1959, derde plaats in 1956 en 1957
- Wereldkampioenschap voetbal All-Star Team: 1958
- Etoile d'Or: 1960
- Frans Voetballer van het Jaar: 1961
- FIFA XI: 1963
- World Soccer World XI: 1963
- World Soccer: De 100 Grootste voetballers aller tijden
- Golden Foot: 2006, als voetballegende
- UEFA President's Award: 2010
- FIFA 100
- Derde Franse Voetballer van de Eeuw

Eretitels
- Chevalier of the Légion d'honneur: 1970
- Officier of the Légion d'honneur: 2007